# نهری، آنگولا
نهری (به انگلیسی: Nharea) شهری در استان بیه واقع در کشور آنگولا است که در سال ۲۰۰۹ میلادی ۹٬۴۹۶ نفر جمعیت داشته است.